# Emilio Oribe
Emilio Oribe, né 13 avril 1893 à Melo et mort le 24 mai 1975 à Montevideo, est un poète, essayiste, philosophe et médecin uruguayen.

## Biographie
Après des études universitaires qui lui vaut un diplôme en médecine obtenu en 1919, Emilio Oribe s'embarque pour un voyage en Europe. Il fut professeur d'esthétique à l'université de la République dont il devint le doyen. 
Son œuvre poétique était avant-gardiste. Emilio Oribe participait à l'ultraïsme, un mouvement poétique espagnol d'avant-garde du début du XXe siècle. Sa pensée philosophique se concentrait sur les conditions et les possibilités de cette méditation métaphysique. Pour lui, il fallait aller "aux sources" remonter au-delà des philosophes et des vulgarisateurs du XIXe siècle, des auteurs qui ont fondé la pensée classique de la métaphysique, de la logique, morales et esthétiques.

## Affiliation
- Membre de l'Académie nationale des Lettres de l'Uruguay.

## Décoration
- Grand-croix de l'ordre du Mérite civil (Espagne) (1968)

## Œuvres
Poésies
- Alucinaciones de belleza (1912)
- El nardo del ánfora (1915)
- El castillo interior (1917)
- El halconero astral (1919)
- El nunca usado mar (1922)
- La colina del pájaro rojo (1925)

Essais
- Poética y plástica (1930), Poétique plastique
- Teoría del «nous» (1934), Théorie de "Nous"
- El pensamiento vivo de Rodó (1945), La pensée vivante Rodo
- El mito y el logos (1945), Les mythes et les logos
- Trascendencia y platonismo en poesía (1948), La Transcendance et le platonisme dans la poésie
- La intuición estética del tiempo (1951), L'intuition esthétique du temps
- Dinámica del verbo (1953), La Dynamique du verbe
- Ars magna (1960)